# Igor herceg
Az Igor herceg (oroszul: Князь Игорь, orosz kiejtéssel: Knyáz Igor) Alekszandr Borogyin 1869-1887 között írt négyfelvonásos operája, a szövegkönyvet a szerző az Igor-ének c. orosz eposz alapján írta, amely 1185-ben beszámol II. Igor novgorod–szeverszki fejedelem hadjáratáról a betörő kun (polovec) törzsek ellen. Az operát a szerző halála után Nyikolaj Rimszkij-Korszakov és Alekszandr Glazunov szerkesztette és kiegészítette, Ősbemutatójára 1890.november 4-én (régi naptár szerint október 23-án) a Szentpétervári Mariinszkij Színházban került sor.

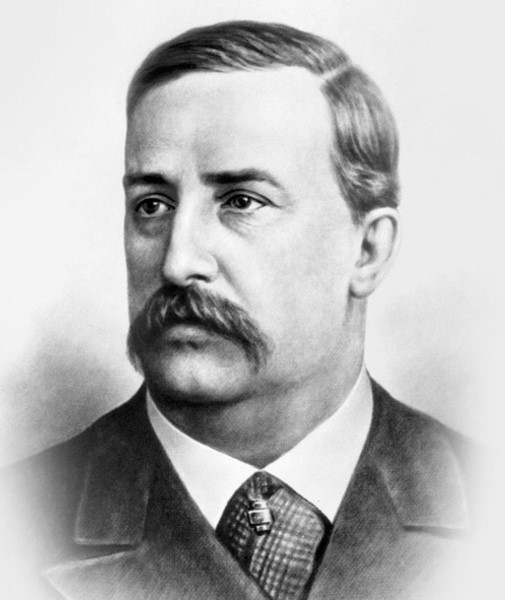
Alekszandr Porfirjevics Borogyin

## Az opera keletkezése
Miután röviden Lev Mej A cár menyasszonya című művét vette tárgyba (később 1898-ban Nyikolaj Rimszkij-Korszakov operája), Borogyin új projektet kezdett keresni első operájához. Vlagyimir Sztaszov, az orosz ötök kritikus és tanácsadója javasolta az Igor-ének laikus című, 12. századi epikus prózai költeményt, és 1869. április 30-án elküldte Borogyinnak a háromfelvonásos opera szövegkönyvét. Borogyin kezdetben érdekesnek, de ijesztőnek találta a javaslatot:
A vázlatod annyira teljes, hogy számomra minden világosnak tűnik, és tökéletesen megfelel nekem. De vajon sikerül-e véghez vinni a saját feladatomat? Ah! Ahogy itt mondják: "Aki fél a farkastól, nem megy az erdőbe!" Szóval megpróbálom...  - Alekszandr Borogyin, válasz Sztaszov javaslatára.
Borogyin 1887-ben hirtelen meghalt, így az Igor herceg befejezetlen lett. Rimszkij-Korszakov és Sztaszov elmentek Borogyin otthonába, összegyűjtötték a partitúráit és elhozták Rimszkij-Korszakov házába.
Nyikolaj Rimszkij-Korszakov ezt írta a Zenei életem krónikája-ban 1909-ben: Glazunov és én összeválogattuk az összes kéziratot ... Az első helyen ott volt a befejezetlen Igor herceg. Az opera bizonyos számai, mint például az első kórus, a Polovecek tánca, Jaroszlavna siralma, Vlagyimir Galickij recitativója és éneke, Koncsak áriája, Koncsakovna és Vlagyimir Igorevics herceg áriái, valamint a záró kórus befejezte és hangszerelte a zeneszerző. Sok más létezett kész zongoravázlatok formájában; a többi csak töredékes durva tervezetben volt, míg jó üzlet egyszerűen nem létezett. A II. És III. Felvonáshoz (a polovecek táborában) nem volt megfelelő librettó - még forgatókönyv sem -, csak szórványos versek és zenei vázlatok voltak, vagy kész számok, amelyek semmilyen kapcsolatot nem mutattak közöttük. Ezeknek a cselekményeknek a szinopszisát jól ismertem a Borogyinnal folytatott tárgyalásokból és megbeszélésekből, bár projektjeiben sokat változtatott, kikezdte a dolgokat, és újra visszahelyezte őket. A komponált zene legkisebb tömege a III. Glazunov és én az alábbiak szerint rendeztük a dolgot: Ő töltötte ki a III. Felvonás összes hiányosságát, és emlékezetből írta le a zeneszerző által oly gyakran játszott Nyitányt, míg én a hangszerelés, a zeneszerzés befejezése és a többi rendszerezése alatt voltam. amelyet Borogyin befejezetlenül és hangszerelés nélkül hagyott..
A világpremiert 1890. november 4-én (október 23-án) tartották Szentpéterváron a Mariinszkij Színházban. Magyarországon a budapesti Operaházban 1938. január 20-án mutatták be Harangozó Gyula koreográfiájával.

## Szereplők
| Név | Hangnem      |
| --- | ------------ |
| Igor herceg | bariton      |
| Jaroszlavna hercegnő, Igor herceg második felesége | szoprán      |
| Vlagyimir Igorevics, Igor herceg fia | tenor        |
| Galickij (Vlagyimir Jaroszlavics) Halics hercege, Jaroszlavna hercegnő testvére | basszus      |
| Koncsak, polovec kán | basszus      |
| Gzan, polovec kán | néma         |
| Koncsakovna, Koncsak polovec kán lánya | kontraalt    |
| Ovlur, keresztény polovec | tenor        |
| Szkula, Gudok játékos | basszus      |
| Jeroska, Gudok játékos | tenor        |
| Jaroszlavna ápolója | mezzoszoprán |
| Polovec leányzó | mezzoszoprán |
| Orosz hercegek és hercegnők, bojárok és bojárnák, vének, orosz harcosok, leányzók, emberek, polovec kánok, Koncsakovna barátnői, Koncsak kán rabszolgái, orosz foglyok, polovec őrszemek |              |

## Az opera cselekménye
Idő: 1185
Helyszín: Putivl

### Prológus
A katedrális tér Putivlban
Igor herceg hadjáratba kezd a polovecek és kánjaik ellen, akik korábban megtámadták az orosz földeket. Az emberek éneklik a dicséretét és a fiát, a többi vezetőt és a hadsereget. A napfogyatkozás általános megdöbbenésre megy végbe. Két Szkula és Jeroska katona sivatagban úgy érzi, hogy Vlagyimir Jaroszlavics, Galickij herceg felajánlja nekik a kedvükre való munkát. Bár Jaroszlavna, Igor felesége rossz előjelnek veszi a napfogyatkozást, Igor ragaszkodik ahhoz, hogy a becsület megkövetelje, hogy hadba lépjen. Bátyja, Galickij herceg gondjaira bízza, aki elmondja háláját Igornak, amiért megvédte, miután apja és testvérei elűzték saját otthonából. A nép nagy kórus dicséretet énekel, amikor a házigazda elindítja hadjáratát a polovecek ellen.

### Első felvonás
Első jelenet: Vlagyimir Galickij udvara Putivlban
Galickij követői dicsérik. Szkula és Jeroska most gudok-játékosként dolgoznak. Szórakoztatják a követőket, és mindannyian arról énekelnek, hogy Galickij és emberei elraboltak egy fiatal nőt, és hogyan könyörgött, hogy megengedjék, hogy gyalázat nélkül térjen vissza apjához. A herceg megérkezik, és énekel arról, hogy ha ő lenne Putivl hercege, akkor egész nap isznak és lakmározna, miközben ítéletet mondana, és a legszebb leányzók lennének vele egész éjjel. A kincstárat önmagára és embereire költenék, míg nővére kolostorban imádkozik. Egy csoport fiatal nő könyörög a hercegnek, hogy állítsák vissza elrabolt barátjukat. Megfenyegeti és elkergeti őket, mondván, hogy most luxusban lakik a szállásán, és nem kell dolgoznia. A herceg visszatér szobáiba, miután bort küldött követőinek. A gudok játékosok és a herceg követői gúnyolják a nőket. Azon tűnődnek, mi történhet, ha Jaroszlavna hallja a történteket, de aztán rájönnek, hogy tehetetlen lenne, ha minden embere háborúba szállna. Énekelnek arról, hogy mindannyian részegek, és Galickij támogatja őket. A férfiak úgy döntenek, hogy elmennek a főtérre, hogy Galickijt Putivl hercegévé nyilvánítsák, és csak a két részeg zenészt hagyják maguk mögött.
Második jelenet: Egy szoba Jaroszlavna palotájában
Jaroszlavna egyedül aggódik amiatt, hogy miért nem hallott Igortól és társaitól. Könnyes éjszakáinak és rémálmainak énekei és emlékei arra, amikor boldog volt Igor mellett. Az ápolónő behozza a fiatal nőket, akik elmondják Jaroszlavnának elrabolt barátjukat. Eleinte nem szívesen árulják el a tettest, de végül Galickij nevet adnak, és arról beszélnek, hogy ő és részeg hívei hogyan okoznak bajt Putivl környékén. Galickij belép, és a nők elmenekülnek. Jaroszlavna megkérdőjelezi a történetük igazságát, és gúnyolódik tőle, mondván, hogy vendégként kell kezelnie őt a házában. Az asszony azzal fenyegeti, hogy mit fog tenni Igor visszatérve, de Galickij azt válaszolja, hogy bármikor elfoglalhatja a trónt. Jaroszlavna azzal vádolja, hogy megismételte az árulást, amelyet az apjuk ellen követett el, de ő azt válaszolja, hogy csak tréfált, és megkérdezi, van-e szeretője, most a férje távol van. Megfenyegeti, hogy visszaküldi apjukhoz. Azt válaszolja, hogy visszaadja a lányt, de később vesz egy másikat, és elmegy. A bojárok tanácsa megérkezik, hogy tájékoztassa Jaroszlavnát, hogy Gzák kán vezetése alatt álló Polovcsik Putyit megtámadják. Igor hadserege teljesen megsemmisült, fiát és testvérét pedig megsebesítették és elfogták. Egy pillanatnyi ájulás után Jaroszlavna elrendeli a város szövetségeseihez küldött hírnököket, de a bojárok arról számolnak be, hogy az utakat elvágják, egyes városok lázadnak, és elfogják a hercegeiket. A bojárok azt mondják, hogy megszervezik a védekezést, de Galickij visszatér híveivel, hogy új herceget válasszanak. Kísérője szerint neki kell lennie, mivel Jaroszlavna testvére és Igor sógora. A bojárok visszautasítják. A vitát megszakítja a lángok látványa és a síró nők hangja. A bojárok egy része elmenekül; egyesek csatlakoznak a csatához, mások őrzik a hercegnőt. Isten ítéletének nevezik a támadást.

### Második felvonás
Este a polovec táborban
A polovec leányok énekelnek, összehasonlítva a szerelmet egy virággal, amely a nap melegében lecsüng, és éjszaka feléled. Együtt táncolnak. Koncsakovna csatlakozik az énekléshez, remélve, hogy hamarosan saját szeretője is csatlakozik hozzá. Az orosz foglyok napi munkájukból érkeznek, és köszönetüket fejezik ki, amikor Koncsakovna és a leányok etetik őket. Őreik visszavonulnak éjszakára, és csak Ovlur keresztényt látják el. Vlagyimir, Igor fia reményét énekli, hogy szerelme hamarosan csatlakozik hozzá, most, amikor a nap elmúlik. Szerelme Koncsakovna. Jön, és ők ketten énekelnek szerelmükről és a házassági vágyukról. Míg apja beleegyezik a házasságba, tudják, hogy nem. Elválnak, amikor meghallják Igor érkezését. Gyalázatáról és kínjáról énekel, amikor elfogják követőivel együtt. Úgy érzi, csak a felesége lesz hűséges. Reméli a lehetőséget, hogy visszanyerheti becsületét. Ovlur sürgeti Igort, hogy meneküljön, és a herceg beleegyezik, hogy elgondolkozzon. Koncsak kán megkérdezi tőle, hogy minden rendben van-e, és azt válaszolja, hogy a sólyom nem élhet fogságban. Koncsak azt mondja, hogy mivel Igor nem kért kegyelmet, nem fogoly, hanem tisztelt vendég, aki egyenlő a kánnal. Igor emlékezteti, hogy ő is tudja, mit jelent fogságnak lenni. Koncsak szabadságot kínál Igornak, ha megígéri, hogy nem fog többé háborút indítani ellene, de nem hajlandó azt mondani, hogy nem tud hazudni. Koncsak sajnálja, hogy nem szövetségesnek születtek. Akkor elfoglalták volna egész Oroszországot. Felhívja a polovec rabszolgákat, hogy szórakoztassák Igort és önmagát, és felajánlja Igornak, hogy közülük választ. Miközben a rabszolgák táncolnak, a polovecek Koncsak dicsőségéről énekel.

### Harmadik felvonás
A polovec táborban
A polovec hadsereg diadalmasan tér vissza, énekelve Gzák kán dicséretét. Koncsak énekel Putivl kifosztásáról és más győzelmekről, és magabiztosan megjósolja, hogy hamarosan elfoglalják egész Oroszországot. Igor és fia, Vlagyimir a legrosszabb félelmeiket erősítik meg az új foglyok. Vlagyimir és a többi fogoly sürgeti Igort, hogy meneküljön, de ő először vonakodik, szégyenéről énekel, és azt mondja, hogy a többi orosz herceg kötelessége megmenteni a hazát. Ovlur most megérkezik, hogy elmondja, hogy lovakat készített Igornak, és Vlagyimir és Igor most beleegyezik a menekülésbe. Jön a szorongatott Koncsakovna, aki kihívja Vlagyimirt, hogy mutassa ki szerelmét azzal, hogy magával viszi, vagy marad. Igor sürgeti fiát, hogy jöjjön, de Vlagyimir úgy érzi, nem tudja elhagyni Koncsakovnát, aki azzal fenyegetőzik, hogy felébreszti a tábort. Végül Igor egyedül menekül, és Koncsakovna megszólal. Ő és az apja nem hajlandók hagyni, hogy a polovecek megöljék Vlagyimirt. Ehelyett Koncsak elrendeli az őrök halálát, és feleségül veszi Vlagyimirt a lányához. Ami Igort illeti, Koncsak inkább a szökésére gondol rá.

### Negyedik felvonás
Hajnal Putivlben
Jaroszlavna sír az Igortól való elszakadása és hadserege veresége miatt, és maguk az elemeket okolják az ellenség megsegítéséért. A parasztasszonyok nem a szelet, hanem Gzák kánt okolják a pusztításért. Miközben Jaroszlavna körülnéz, hogy elismerje a pusztítást, két lovast lát a távolban, akikről kiderül, hogy Igor és Ovlur. A két szerelmes énekel örömükből, hogy újra találkozhatnak, és arról a várakozásról, hogy Igor győzelemre vezeti az oroszokat a kán ellen. Nem tudva Igor visszatéréséről, Szkula és Jeroska, a részeg gudok játékosok énekelnek egy dalt, amely gúnyolja őt. Aztán észreveszik őt a távolban. Egy pillanatnyi pánik után, hogy mi fog történni velük, Szkula azt mondja, hogy bízniuk kell ravaszságukban, és döntenek egy tervről, amely megmenti őket. A templom harangjaival meghívják a tömeget. Bár az emberek eleinte gyanakvással bánnak velük, a gudok játékosoknak sikerül meggyőzniük a tömeget, hogy Igor visszatért, és a bojárokat, hogy ők az igazi herceg hű követői, és nem Galickij. Mindenki örömmel ünnepli Igor visszatérését.

## Híres részletek
- Nyitány
- Tol'ko b mne dozhdat'sya chesti – Galickij áriája (I. felvonás)
- Немало времени прошло... − Jaroszlavna ariosója (I. felvonás)
- Ni sna, ni otdykha izmuchennoy dushe – Igor herceg áriája (II. felvonás)
- На безводье, днем на сонце... – Polovec leányok kara és tánca (II. felvonás)
- Merknet svet dnevnoy – Koncsakovna áriája (II. felvonás)
- Улетай на крыльях ветра... – Polovec táncok (II. felvonás)
- Polovec induló - (III. felvonás)
- Znat', gosápod' mol'by uslyshal – Putivl nép kórusa (IV. felvonás)